# Anne Van Rensbergen
Anne Van Rensbergen, geboren Anne Van Alstein, (25 mei 1949) is een Belgische voormalige atlete, die gespecialiseerd was in het hordelopen. Zij nam eenmaal deel aan de Europese kampioenschappen en veroverde op twee nummers vijf Belgische titels.

## Biografie
Van Rensbergen verbeterde in 1969 het Belgisch record op de 100 m horden van Roswitha Emonts-Gast naar 15,0 s en daarna naar 14,4. Ze werd voor het eerst Belgisch kampioene op dat nummer. Ze nam op de 100 m en de 100 m horden deel aan de Europese kampioenschappen in Athene, waar ze telkens werd uitgeschakeld in de reeksen.
In 1971 behaalde Van Rensbergen een tweede titel en verbeterde ze het Belgisch record tot 14,3. In 1974 behaalde ze een derde titel op de 100 m horden.
Van Rensbergen behaalde ook twee titels op de 200 m horden.

### Clubs
Van Rensbergen was aangesloten bij NSLO

## Belgische kampioenschappen
| Onderdeel    | Jaar             |
| ------------ | ---------------- |
| 100 m horden | 1969, 1971, 1974 |
| 200 m horden | 1971, 1972       |

## Persoonlijk record
| Onderdeel    | Prestatie | Datum           | Plaats  |
| ------------ | --------- | --------------- | ------- |
| 100 m horden | 14,1 s    | 4 augustus 1974 | Brussel |

## Palmares

### 100 m
- 1969: 5e reeks EK in Athene – 12,2 s

### 100 m horden
- 1969:  BK AC – 15,0 s
- 1969: 5e reeks EK in Athene – 14,6 s
- 1971:  BK AC – 14,3 s (NR)
- 1972:  BK AC – 14,2 s
- 1974:  BK AC – 14,1 s

### 200 m horden
- 1968:  BK AC – 28,6 s
- 1969:  BK AC - 28,6 s
- 1971:  BK AC - 28,0 s (NR)
- 1972:  BK AC - 29,0 s

## Onderscheidingen
- 1969: Grote Feminaprijs van de KBAB